# Santuário Nossa Senhora Aparecida da Babilônia
Santuário Nossa Senhora Aparecida da Babilônia ou Aparecidinha, está localizado no município de São Carlos, na Estrada Municipal Leôncio Zambel, com acesso pela Rodovia Dr. Paulo Lauro (SP-215), bairro rural Babilônia, no km 136 e pertence à Paróquia Santa Isabel.
O Santuário possui, uma Capela, sala de milagres, espaço para eventos e centro de convenções, está subordinado à paróquia de Santa Isabel.

## História

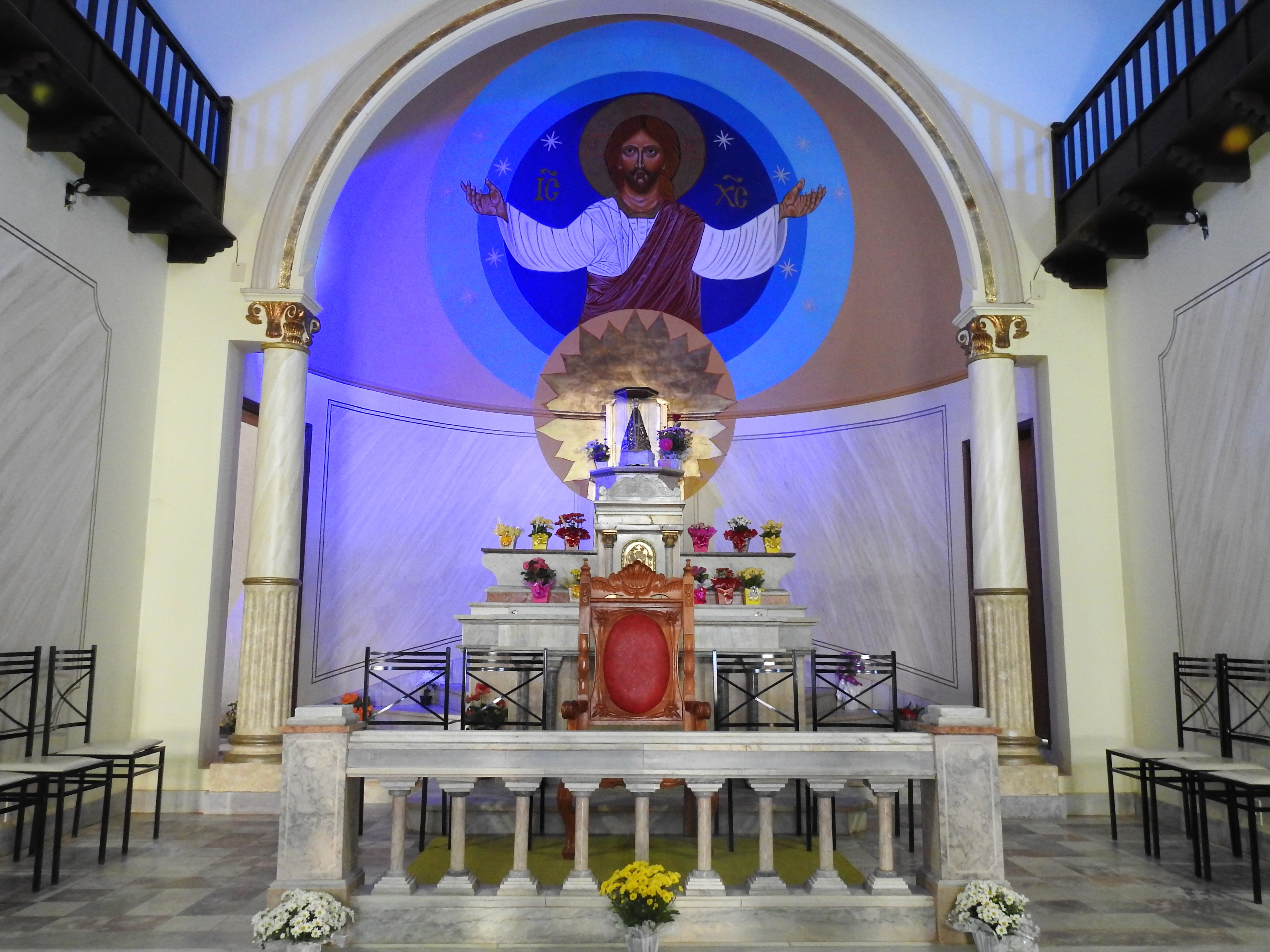
Fotografia do altar com a imagem de Nossa Senhora Aparecida da Babilônia no centro.

É uma pequena igreja rural que guarda a imagem de Nossa Senhora da Conceição Aparecida. A  tradição diz que a imagem foi encontrada intacta sob uma árvore após um incêndio destruidor no bairro da Babilônia. A capela foi construída no local, que hoje recebe romarias e procissões ao longo do ano; e todo dia 15 de agosto há uma festa dos devotos. O Santuário conta com um padre capelão para atendimento aos romeiros e frequentadores do Santuário durante a semana.

## Festa da padroeira
Em 15 de agosto, comemora-se, com um feriando municipal o dia da padroeira local. Independentemente o Santuário recebe devotos e romarias o ano todo, além do dia instituído.

### Outras festas
- No mês de março a festa da Tratorada (bênção dos tratores) e agricultores e leilão. Sempre uma semana antes tem a Missa dos Frutos da Terra agradecendo a Deus os dons da terra.
- No mês de abril com a Procissão dos Cavaleiros com a benção dos cavaleiros e seus animais, máquinas e equipamentos agrícolas, e produtores rurais.
- No mês de julho a Procissão de São Cristóvão com a benção dos caminhoneiros e motoristas e seus veículos.
- No mês de setembro a romaria a pé e cavalgada percorrendo 13 km de São Carlos ao Santuário em oração e a na chegada a benção do bolo de Nossa Senhora da Conceição Aparecida.[3]
- No dia 12 de outubro comemorando o Dia de Nossa Senhora Aparecida do Brasil.

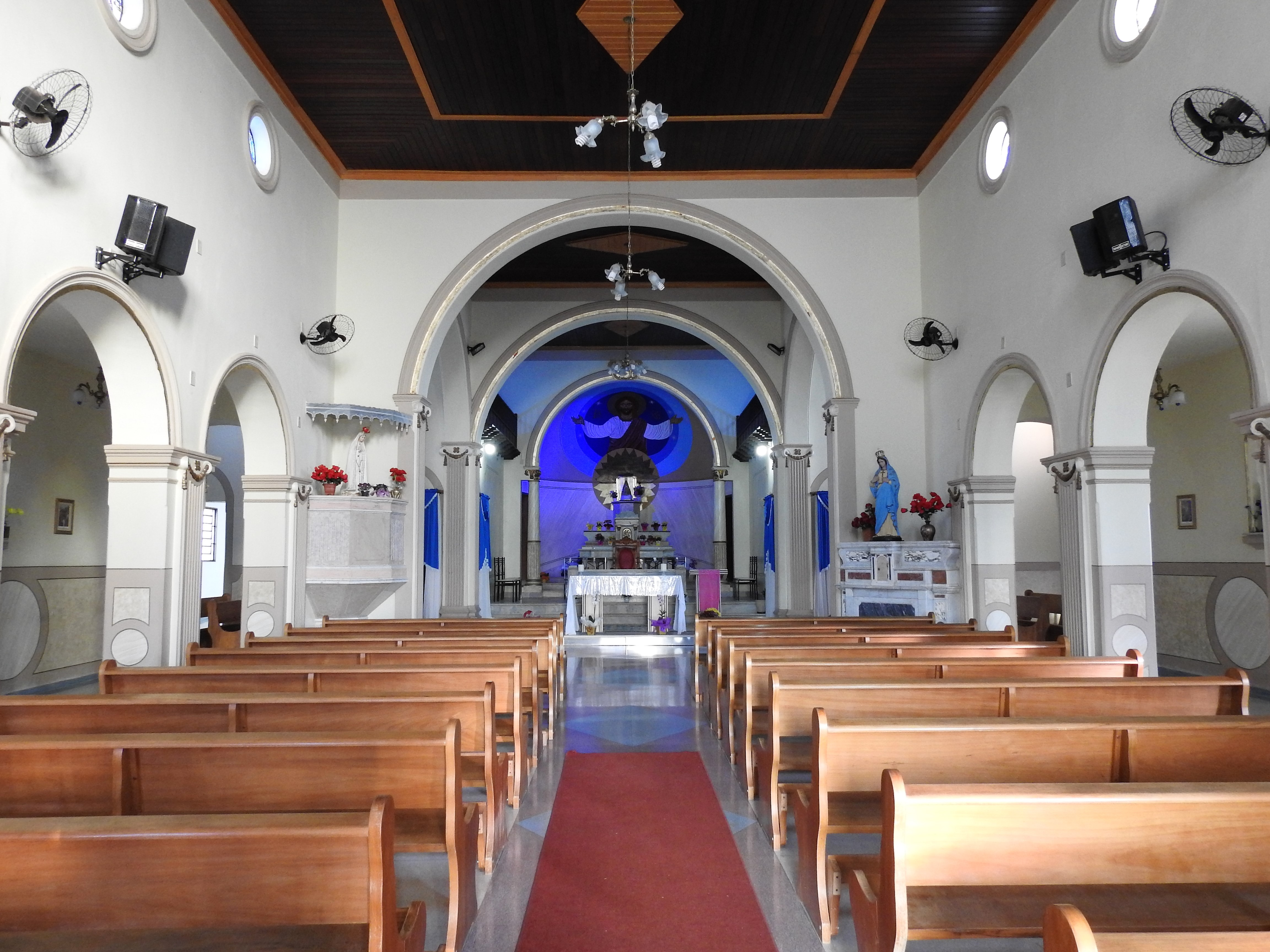
Fotografia do interior do Santuário com o altar no centro.

### Comboio de caminhoneiros
Em 1961 nasceu a procissão de São Cristóvão, quando caminhoneiros da cidade de São Carlos, devotos e paroquianos da paróquia de Santa Isabel a qual pertence o Santuário, junto com o Conêgo Antônio Tombolato pároco na epóca, decidiram realizar uma procissão de São Carlos ao Santuário com a benção dos caminhoneiros e seus caminhões. Desde então a Procissão de São Cristóvão tornou-se uma grande festa em louvor a São Cristóvão e Nossa Senhora Aparecida, que com o passar dos anos todos os motoristas, viajantes começaram a aderir.